# William Marion Jardine

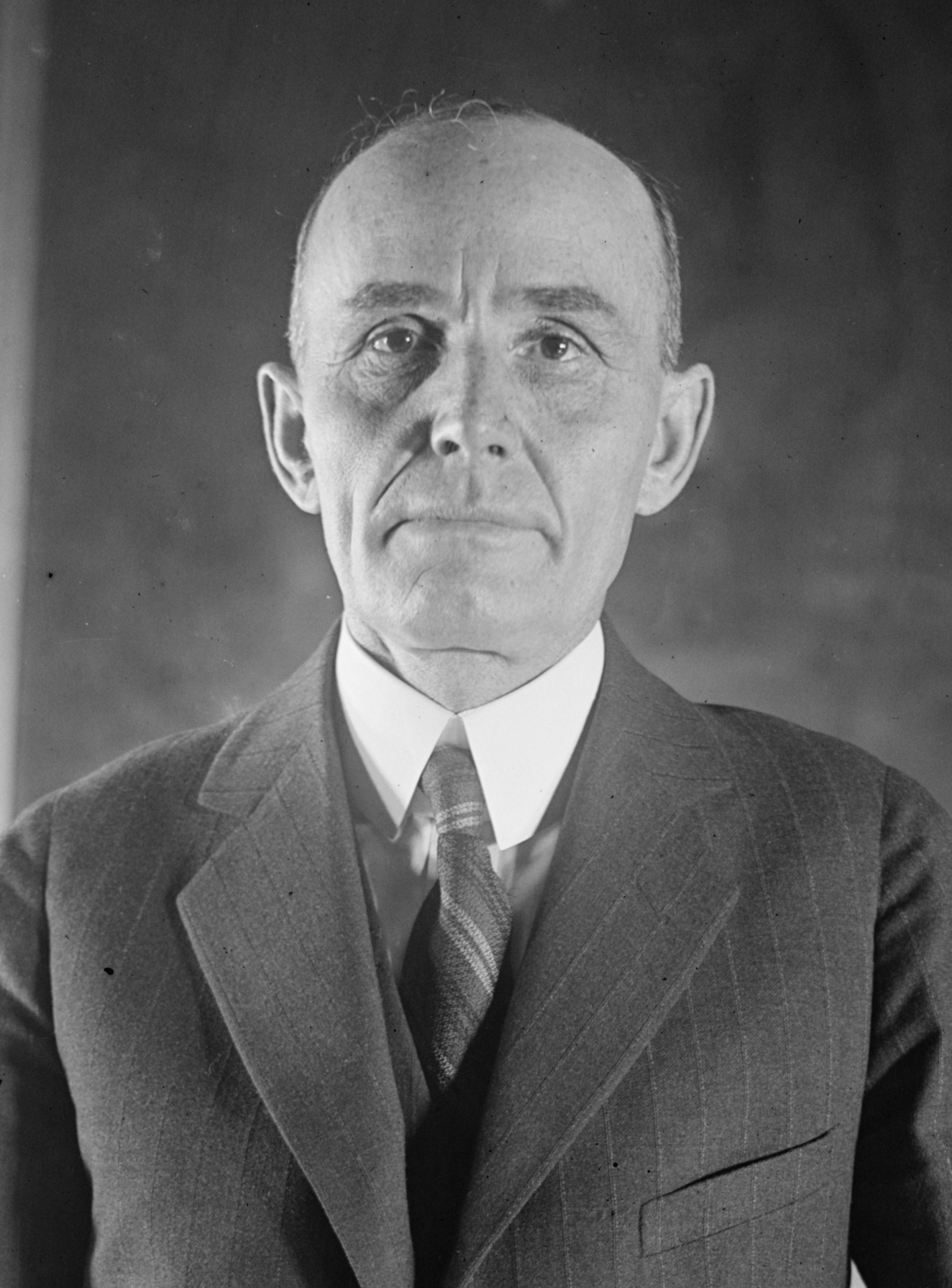
William Marion Jardine (1925)

William Marion Jardine (* 16. Januar 1879 im Oneida County, Idaho; † 17. Januar 1955 in San Antonio, Texas) war ein US-amerikanischer Agrarwissenschaftler, Hochschulrektor, Landwirtschaftsminister der Vereinigten Staaten sowie Botschafter.

## Biografie
Nach dem Schulbesuch studierte er Agrarwissenschaft am Agricultural College of Utah und erwarb dort 1904 einen Bachelor of Science (B.S.). Danach war er von 1905 bis 1906 als Professor an der Graduate School of Utah tätig. 1910 wurde er Agrarwissenschaftler an der Forschungsstation des Kansas State Agricultural College und war daneben von 1916 bis 1917 Präsident der American Society of Agronomy. 1918 wurde er Präsident des Kansas State Agricultural College und behielt dieses Amt bis 1925.
Am 5. März 1925 wurde der Republikaner Jardine von US-Präsident Calvin Coolidge zum Landwirtschaftsminister (US Secretary of Agriculture) in dessen Kabinett berufen. Diesen Kabinettsposten bekleidete er bis zum Ende von Coolidges Präsidentschaft am 4. März 1929.
Nach einer Tätigkeit als Botschafter in Ägypten von 1930 bis 1933, wo er auf Franklin Mott Gunther folgte, war er für ein Jahr Finanzminister (State Treasurer) der Staatsregierung von Kansas während der Amtszeit von Gouverneur Alf Landon.
Zuletzt war er von 1934 bis 1939 Präsident der Municipal University of Wichita.
Darüber hinaus war er in vielen anderen Organisationen und Institutionen engagiert und unter anderem zeitweilig Mitglied der Landwirtschaftskommission des Beratungsgremiums der American Bankers Association, Mitglied der American Forestry Association, Direktor für Öffentliche Belange der Federal Home Loan Bank of Topeka, Mitglied des Beratungsgremiums von Federal Savings and Loan, Vorsitzender der Investment Corporation of America, Mitglied des Verwaltungsrates des National Research Council (Nationaler Forschungsrat), Vorstandsmitglied des National Safety Council sowie Vizepräsident der National Academy of Sciences. Daneben war der Freimaurer auch bei Rotary International tätig.